# Щадин, Артём Олегович
Артё́м Оле́гович Ща́дин (род. 1 ноября 1992, Ярославль) — российский футболист, защитник новополоцкого «Нафтан». Мастер спорта России.

## Биография
Воспитанник ярославского «Шинника», в котором и начал профессиональную карьеру. Дебютировал за основную команду «Шинника» 25 апреля 2011 года в матче 5 тура «ФНЛ» против «Алании», в котором вышел на замену в добавленное время. Также вышел на замену в матче 6 тура против «Волгаря», однако после надолго потерял место в составе. В следующий раз игрок появился на поле в матчах ФНЛ лишь 13 июля 2013 года. В январе 2016 года игрок расторг контракт с «Шинником» по обоюдному согласию. Вскоре подписал контракт с армавирским «Торпедо», мотивировав это желанием поработать с главным тренером клуба Валерием Карпиным. Вместе с Артёмом состав «Торпедо» также пополнили Роман Войдель и Павел Деобальд, ранее выступавшие за «Шинник».
Летом 2016 года, после вылета «Торпедо» из ФНЛ, подписал контракт с клубом «Кубань».
В июле 2017 года на правах аренды вернулся в «Шинник», с которым дошёл до полуфинала Кубка России 2017/2018.
25 июля 2018 года перешёл в «Ростов», который в это время тренировал бывший его наставник по «Торпедо» Валерий Карпин. Дебютировал в высшем дивизионе чемпионата России 20 августа 2018 года в матче против «Енисея» (4:0).
В январе 2024 года футболист стал игроком новополоцкого «Нафтан».